# Калифорнийска рогата акула
Калифорнийската рогата акула (Heterodontus francisci) е вид хрущялна риба от семейство Heterodontidae.

## Разпространение
Видът е разпространен във водите на Мексико и САЩ.